# Elección legislativa de Francia de 1791
La elección legislativa de Francia realizada entre el 29 de agosto y el 5 de septiembre de 1791 eligió la Asamblea Nacional Legislativa y fue la primera elección francesa. Solamente los ciudadanos que pagaban impuestos tenían derecho a voto. La mayoría de los candidatos elegidos eran independientes, pero casi todos se afiliaron con alguna de las tres facciones políticas emergentes de la nueva asamblea, los Feuillants, los del Club de 1789 y los Jacobinos.

## Resultados
|  | 46.30 % |

|  | 35.40 % |

|  | 18.30 % |

|  | 100.00 % |

Fuente: Election-Politique
- Datos: Q1059448